# Mecynodes striatulus
Mecynodes striatulus é uma espécie de insetos coleópteros polífagos pertencente à família Aphodiidae.
A autoridade científica da espécie é Waltl, tendo sido descrita no ano de 1835.
Trata-se de uma espécie presente no território português.